# Arbazsi járás

Az Abrazsi járás a Kirovi területen

Az Abrazsi járás (oroszul Арбажский район) Oroszország egyik járása a Kirovi területen. Székhelye Arbazs.

## Népesség
- 1989-ben 11 933 lakosa volt.
- 2002-ben 9 647 lakosa volt, melynek 96,6%-a orosz.
- 2010-ben 7 328 lakosa volt, melyből 7 075 orosz, 59 ukrán, 49 mari.